# Kadurama
Kadurama is een bestuurslaag in het regentschap Kuningan van de provincie West-Java, Indonesië. Kadurama telt 2091 inwoners (volkstelling 2010).